# Clet Abraham
Jean Marie Clet Abraham, noto come Clet (Bretagna, 2 ottobre 1966), è un artista francese, attivo in Italia dal 1990.

## Biografia
Figlio dello scrittore Jean-Pierre Abraham, conclude gli studi all'Istituto di Belle Arti di Rennes e si trasferisce a Roma dove lavora come restauratore di mobili antichi. Dopo un periodo trascorso nella provincia di Arezzo nel 2005 si trasferisce a Firenze, dove apre uno studio proprio.
Dedito inizialmente alla pittura, Clet si cimenta anche nella Sticker art, una tipologia di Street art consistente nell'applicazione di adesivi, nel suo caso prevalentemente sui cartelli stradali. Inizialmente presenti solo nella città di Firenze e dintorni, le sue opere si sono poi diffuse in varie città europee e non, anche grazie alla notorietà acquisita a causa del dibattito sollevato sulla legalità delle stesse, spesso giudicate delle autorità come atti di vandalismo.

## Street art

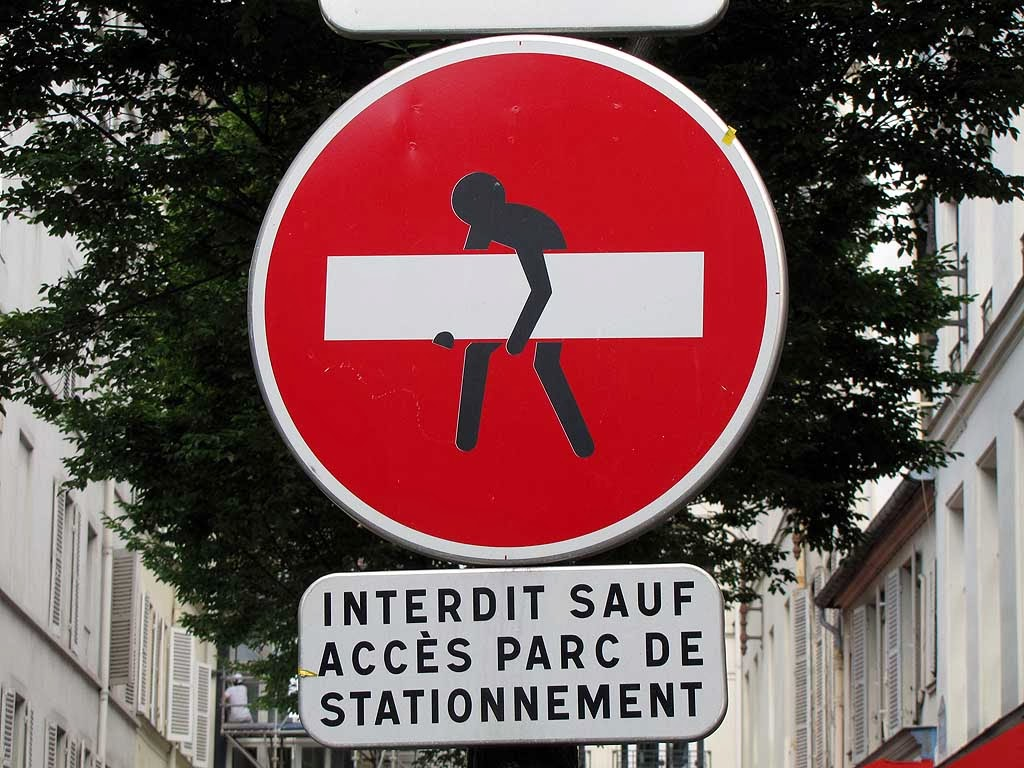
Interdiction d'accès, Clet Abraham a Parigi.

Clet si è focalizzato sulla realizzazione d'interventi urbani a Firenze, Bologna, Roma, Torino, Milano, Napoli, Lucca, Calenzano, Palermo, Genova, Terni, Londra, Valencia, Sassari, Perugia, Douarnenez, Quimper, Audierne, Parigi, Prato, Livorno, Parma, Pistoia, Cascina, Terricciola.
Essi consistono nel decorare la segnaletica stradale applicando decalcomanie cartacee sui cartelli stradali, creando un'immagine ironica che però non ne rende irriconoscibile il significato. Le sue operazioni hanno posto numerosi interrogativi per il loro contenuto, a volte provocatorio. Il Cristo crocifisso applicato sul cartello indicante un vicolo cieco, in particolare in Italia, è stato giudicato in un primo momento blasfemo.
Nel mese di ottobre 2010, come gesto provocatorio atto ad invitare l'istituzione culturale fiorentina a supportare il suo sguardo sulla realtà artistica contemporanea, Clet posiziona di nascosto un suo autoritratto in una delle sale della collezione Loeser di Palazzo Vecchio, a pochi centimetri da un'opera di Pontormo.
Nel 2015 ha realizzato una grande scultura vegetale nella piazza principale di Calenzano. È un'opera che si colloca tra bioarchitettura e bioscultura, tra Street Art e Land Art. 

## Questioni legali
Nel 2014 Clet installò su di uno sperone del Ponte alle Grazie la figura stilizzata di un uomo fatta in metallo e vetroresina, che chiamò L'Uomo Comune. L'opera aveva un piede ancorato al ponte e l'altro che procedeva nel vuoto. La scultura venne rimossa dopo un mese dalle autorità perché non autorizzata ma Clet la ricollocò al suo posto, ricevendo per questo una condanna al pagamento di una multa di oltre diecimila euro con l'accusa di invasione abusiva di spazi pubblici. La sentenza venne però annullata in appello e fu concesso all'artista di ricollocare l'opera al suo posto. Dopo una successiva rimozione dell'opera da parte delle autorità, che ne rovinarono un pezzo in seguito ad un taglio, nel febbraio 2021 Clet ricollocò l'opera nella sua originale collocazione, grazie all'aiuto di alcuni suoi collaboratori.
Nel 2015 l'artista viene invitato dall'amministrazione comunale di Cascina a partecipare ad un festival artistico di strada “ART-ON Cascina-Festival di arte pubblica” dove gli è stato chiesto di lavorare su ben 25 cartelli ma, il mese successivo, Clet si vede recapitare un verbale per ogni cartello a cui aveva lavorato. Nonostante le rassicurazioni dell'amministrazione che prometteva all'artista di risolvere subito l'equivoco, nel corso degli anni per ben 3 volte tali multe sono state nuovamente notificate agli indirizzi dell'artista. Nel 2022 Clet vede nuovamente recapitarsi un verbale aggravato da morosità che se non fosse stato pagato entro un giorno sarebbe aumentato del doppio, con anche il rischio di pignoramento dei beni.